# Артемьев, Василий Васильевич
Васи́лий Васи́льевич Арте́мьев (14 (26) июня 1860, Владимирская губерния — 17 декабря 1929, Югославия) — российский военачальник, генерал-лейтенант, участник Первой мировой и Гражданской войн.

## Биография
Родился в потомственной дворянской семье Владимирской губернии.
В 1879 году окончил Владимирский Киевский кадетский корпус, а в 1881 году Александровское военное училище с отличием по 1-му разряду. Со 2 по 12 марта 1881 года будучи ещё юнкером нёс караульную службу у гроба убитого императора Александра II . В 1881 году выпущен был прапорщиком в Гренадерский лейб-гвардии полк.
В 1884 году произведён в подпоручики гвардии, в 1885 году в поручики. В 1887 году после окончания Николаевской военной академии по 1-му разряду был произведён в штабс-капитаны гвардии и капитаны Генерального штаба.
С 1887 года был назначен старшим адъютантом штаба 6-й пехотной дивизии. С 1889 года обер-офицер для особых поручений штаба 5-го армейского корпуса. С 1890 года отбывал цензовое командование ротой в лейб-гвардии Гренадёрском полку и одновременно был назначен старшим адъютантом штаба 5-го армейского корпуса.
В 1892 году произведён в подполковники, с назначением штаб-офицером для особых поручений штаба 5-го армейского корпуса. В 1893 году назначен штаб-офицером управления 45-й пехотной резервной бригады и 60-й пехотной резервной бригады. В 1895 году отбывал ценз в качестве командира батальона 4-го гренадёрского Несвижского полка.
В 1896 году произведён в полковники, с назначением штаб-офицером управления 47-й пехотной резервной бригады. С 1896 года назначен был заведующим передвижением войск по железной дороге Закавказского района, с 1899 года Московско-Брестского района.
С 1900 года начальник штаба 11-й пехотной дивизии. С 1903 года командир 128-го пехотного Старооскольского полка. В 1904 году произведён в генерал-майоры с назначением командиром железнодорожной бригады.
С 1907 года командир 2-й Туркестанской резервной бригады, с 1910 года 2-й стрелковой бригады. В 1913 году произведён в генерал-лейтенанты с назначением командиром 52-й пехотной дивизии.

### Первая мировая война
Участник Первой мировой войны с 1914 года.
3 февраля 1915 года за храбрость был награждён Георгиевским оружием:
за то, что в боях на линии станции Горбатки с 9-го по 13-е октября 1914 года, несмотря на убийственный ружейный и артиллерийский огонь и непрерывный ряд энергичных атак, производившихся днём и ночью превосходными силами противника, удержал позицию у станции Горбатка. Во всё время упорных пятидневных боёв, закончившихся  полным поражением неприятеля, генерал-лейтенант Артемьев находился всё время в боевой линии своей дивизии и лично руководил её боевыми действиями, неоднократно рискуя жизнью
.
15 апреля 1915 года за храбрость был награждён орденом Святого Георгия 4-й степени:
за то, что в бою 29-го сентября 1914 года, прорвав блокадное кольцо германцев, обложивших Ивангород,  соединился с войсками генерал-лейтенанта Мехмандарова, бывшими изолированными на левом берегу р. Вислы, захватив один пулемёт, шесть офицеров, и пятьсот нижних чинов, а с 30 сентября по 7-е октября, вместе с 21-й пехотной дивизией теснил противника, расширяя плацдарм, необходимый для предстоящего развёртывания на левом берегу р. Вислы
.
С 8 мая 1915 года назначен командиром 38-го армейского корпуса, с 1916 года 47-го армейского корпуса. 12 ноября 1916 года был ранен шрапнельной пулей в бедро, и находился на излечении. С 1917 года состоял в резерве чинов Московского военного округа.

### Гражданская война
В 1918 году был назначен командиром Самарского стрелкового корпуса Народной армии Самарского Комуча и с этого же года — командующим войсками Курганского военного округа, помощником Верховного уполномоченного правительства адмирала Колчака по военной части на Дальнем Востоке.
С 1919 года состоял в распоряжении Верховного правителя и Верховного главнокомандующего, с этого же года командующий Иркутским военным округом. После занятия Иркутска Политцентром отступил с войсками в Забайкалье, где состоял при командующем Дальневосточной армией.
В 1920 году был назначен представителем командующего Дальневосточной армии в Особую следственную комиссию, начальником гарнизона города Чита. С 1921 года возглавлял комиссию по проверке личного состава армии в войсках Временного Приамурского правительства. С 1922 года — главный начальник снабжения Земской рати в Приморье.
В октябре 1922 года в составе частей Земской рати эмигрировал в Китай. В 1923 году переехал в Шанхай и затем в Сербию.
Умер 17 ноября 1929 года в Югославии.

## Награды
Российские:
- Орден Святого Станислава 3-й степени (1891 год);
- Орден Святой Анны 3-й степени (1899 год);
- Орден Святого Станислава 2-й степени (1902 год);
- Орден Святого Владимира 4-й степени (1905 год).
- Орден Святого Владимира 3-й степени (1908 год);
- Орден Святого Станислава 1-й степени (1911 год);
- Орден Святой Анны 1-й степени с мечами (1915 год);
- Георгиевское оружие (1915 год);
- Орден Святого Георгия 4-й степени (1915 год);
- Орден Святого Владимира 2-й степени с мечами (1916 год).

Иностранные:
- Бухарский орден Золотой Звезды 1-й степени (1909 год).

## Семейные связи
- Был женат на дочери полковника артиллерии Инне Дмитриевне Башинской.